# FK Ljubić Prnjavor
Fudbalski klub Ljubić Prnjavor (cirílico sérvio: Фудбалски клуб Љубић Пpњaвop) é um clube de futebol da cidade de Prnjavor, na República Sérvia, na Bósnia e Herzegovina. O clube compete na Primeira Liga da Republika Srpska.

## História
O clube foi fundado em 1946. Até 1991, não era de grande expressão no mundo do futebol Iugoslavo. Com a dissolução da Iugoslávia, esse clube finalmente conseguiu chegar ao público, e ao brasão, que até então não tinha. Tudo começou em 1992, na Segunda Liga da República Sérvia, e então em 1993, mudou-se para a Primeira Liga da República Sérvia. Em 1996 saiu da Primeira Liga, mas voltou na temporada seguinte, atualmente joga a Primeira Liga da República Sérvia.